# Paro (robot)

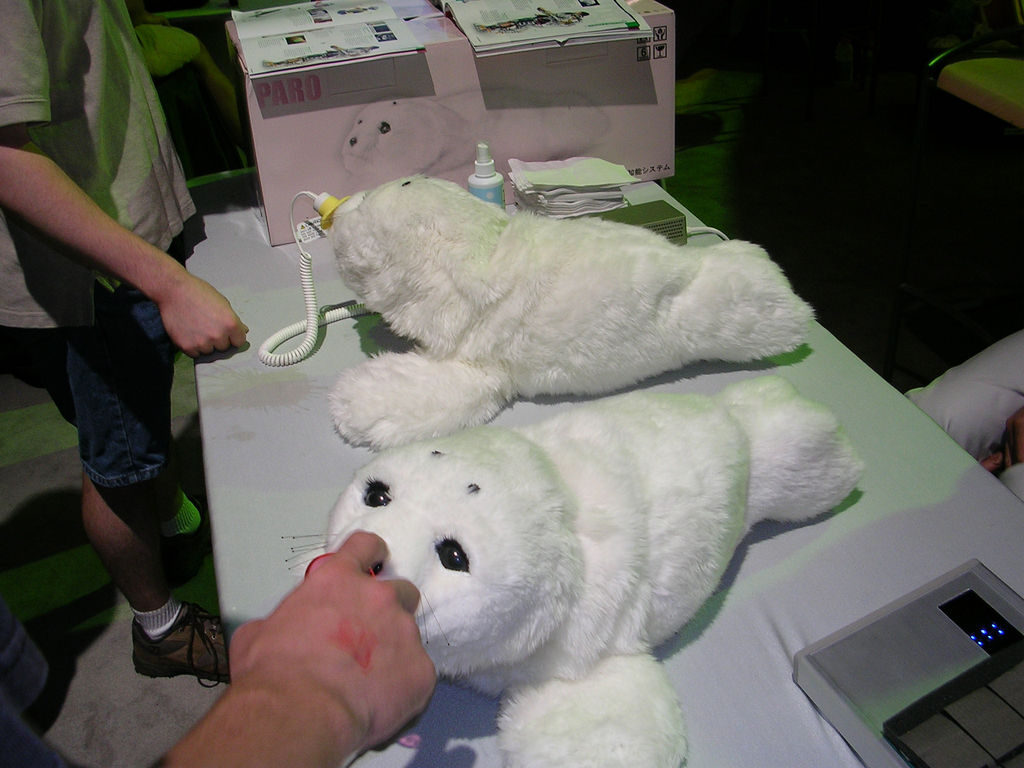
Foca arpa PARO robot

PARO es un bebé robot terapéutico foca arpa, destinado a tener un efecto calmante y provocar respuestas emocionales en pacientes de hospitales, hogares de ancianos, etc. Se asemeja a la terapia asistida por animales, excepto en el uso de robots.

## Historia
Paro fue diseñado por Takanori Shibata del Instituto de Investigación de Sistemas Inteligentes de Japón AIST a partir de 1993. Primero se exhibió al público en a fines de 2001, con un costo de desarrollo de US$ 15 millones, y se convirtió en un "Mejor de COMDEX" finalista en 2003, y las versiones hechas a mano han sido vendidas comercialmente por la compañía de Shibata "Intelligent System Co." desde 2004. Paro se basa en focas arpa que Shibata vio en un campo de hielo en el noreste de Canadá, donde también grabó sus gritos para usarlos en los gritos simulados de Paro. Paro fue clasificado como Clase 2 dispositivo médico por los reguladores estadounidenses en el otoño de 2009.
Paro se ha utilizado principalmente en centros de atención, especialmente como una forma de terapia para pacientes con demencia. Después de que se realizó un estudio para ver los efectos de los robots en niños con trastorno del espectro autista, parece que existen numerosos beneficios. Los robots pudieron analizar los detalles específicos del trastorno y luego intervinieron creando entornos controlados que ayudaron a reducir la ansiedad que puede resultar del trastorno (2016). Esto también beneficia a los niños, ya que los robots son compañeros sociales para quienes interactúan con él. El estudio encontró que, como resultado de los robots, "se encontraron efectos alentadores como un mayor compromiso, mayores niveles de atención y comportamientos sociales novedosos, por ejemplo, atención conjunta e imitación, cuando los niños interactúan con los robots" (Huijnen, 2016, p 2010). Los robots tenían roles de compañero de juegos, actor social, terapeuta y contenían la capacidad de comportarse como humanos (2016). Huijnen, C. A. G. J., Lexis, Monique A. S., Jansens, Rianne y De Witte, Luc P. (2016).
Mapeo de robots para terapia y objetivos educativos para niños con espectro autista
trastorno. Revista de autismo y trastornos del desarrollo, 46 (6), 2100-2114.

## Descripción
Paro está equipado con procesadores duales de 32 bits, tres micrófonos, doce sensores táctiles que cubren su piel, bigotes sensibles al tacto y un delicado sistema de motores y actuadores que mueven silenciosamente sus extremidades y cuerpo. El robot responde a las caricias moviendo la cola y abriendo y cerrando los ojos. Shibata lo diseñó para buscar activamente el contacto visual, responder al tacto, abrazar a las personas, recordar rostros y aprender acciones que generen una reacción favorable. Él argumenta,

Al igual que los animales utilizados en la terapia con mascotas, Paro puede ayudar a aliviar la depresión y la ansiedad, pero nunca necesita ser alimentado y no muere.

 Paro También responde a los sonidos y puede aprender nombres, incluido el suyo. Produce sonidos similares a una cría de foca real y, a diferencia de una cría de foca real, está programado para estar activo durante el día y para dormir por la noche.

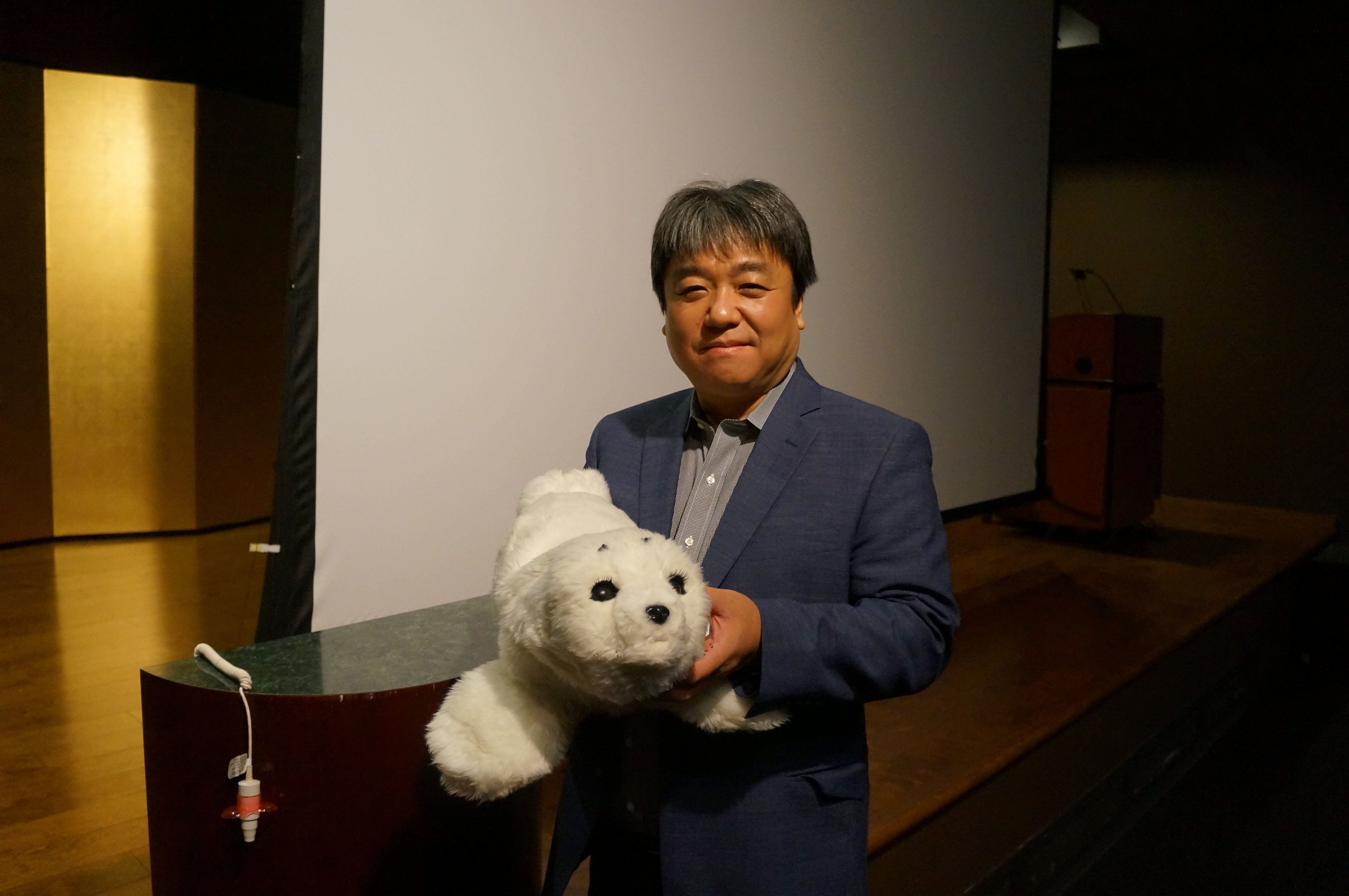
El 7 de junio de 2018, el Dr. Takanori Shibata sostiene su creación PARO, un dispositivo de terapia de robot.

## Preocupaciones éticas
Dr. Bill Thomas, fundador del Proyecto de la casa verde que tiene como objetivo reemplazar la atención a largo plazo en hogares de ancianos con entornos pequeños y hogareños donde las personas pueden vivir una vida plena e interactiva, expresó su preocupación sobre si era humano confíe la tarea de apoyo emocional para los seres humanos a los robots. Sherry Turkle, director de la Iniciativa sobre Tecnología y el Ser del MIT, argumentó que los robots como Paro proporcionan la ilusión de una relación, y aquellos que encuentran desafiantes las relaciones humanas pueden recurrir a robots en busca de compañía.

## En cultura popular
En el episodio "Los Simpson" "Replaceable You", Bart Simpson y Martin Prince crearon crías de foca robóticas que llamaron "Robopets". Estos fueron esencialmente robots Paro que fueron diseñados para hacer más felices a los ancianos en Springfield Retirement Castle.
Paro aparece en "Old People", el octavo episodio de la primera temporada del programa Netflix de Aziz Ansari,  Master of None.